# Lijst van Belgische Nobelprijswinnaars
Dit is een volledige lijst van Belgen die een Nobelprijs hebben gewonnen.
| Jaar | Prijs                                        | Naam                                        | Foto | Toelichting |
| ---- | -------------------------------------------- | ------------------------------------------- | ---- | --- |
| 1904 | Nobelprijs voor de Vrede                     | Instituut voor Internationaal Recht te Gent |      | "Voor haar pogingen, als onofficieel orgaan, tot het ontwikkelen van de standaardprincipes van de wetenschap van het internationaal recht." |
| 1909 | Nobelprijs voor de Vrede                     | August Beernaert                            |      | Gedeeld met de Fransman Paul Henri Balluet d'Estournelles de Constant. "Voor hun prominente positie in de internationale beweging voor vrede en arbitrage." |
| 1911 | Nobelprijs voor de Literatuur                | Maurice Maeterlinck                         |      | "Als erkenning voor zijn veelzijdige literaire bezigheden en in het bijzonder voor zijn drama's, die zich onderscheiden door een overvloed aan verbeelding en poëtische verfijndheid die, soms onder het mom van een sprookje, een grote bron van inspiratie zijn, terwijl ze tevens op mysterieuze wijze een beroep doen op de gevoelens van de lezer en diens verbeelding stimuleren." |
| 1913 | Nobelprijs voor de Vrede                     | Henri La Fontaine                           |      | "Voor zijn ongeëvenaarde bijdrage aan de organisatie van vredevol internationalisme." Voorzitter van het Internationaal Bureau voor de Vrede, dat in 1910 zelf ook de Nobelprijs voor de Vrede ontving. |
| 1919 | Nobelprijs voor de Fysiologie of Geneeskunde | Jules Bordet                                |      | "Voor zijn ontdekkingen in verband met het immuunsysteem." |
| 1938 | Nobelprijs voor de Fysiologie of Geneeskunde | Corneel Heymans                             |      | "Voor het aantonen hoe de bloeddruk en het zuurstofgehalte van het bloed door het lichaam worden gemeten en hoe dit wordt overgedragen naar de hersenen." |
| 1958 | Nobelprijs voor de Vrede                     | Dominique Pire                              |      | "Voor zijn inspanningen om vluchtelingen te helpen hun kampen te verlaten en terug te keren naar een leven van vrijheid en waardigheid." |
| 1974 | Nobelprijs voor de Fysiologie of Geneeskunde | Albert Claude Christian de Duve             |      | Gedeeld met de Amerikaan George Emil Palade. "Voor het beschrijven van de structuur en functie van organellen in de cel." |
| 1977 | Nobelprijs voor de Scheikunde                | Ilya Prigogine                              |      | "Voor zijn bijdrage aan de niet-evenwichtthermodynamica, voornamelijk de theorie van dissipatieve structuren." |
| 2013 | Nobelprijs voor de Natuurkunde               | François Englert                            |      | Gedeeld met de Brit Peter Higgs. "Voor de theoretische ontdekking van een mechanisme dat bijdraagt aan onze kennis van de oorsprong van massa van subatomaire deeltjes, en dat werd bevestigd door de ontdekking van het voorspelde fundamentele deeltje, door de ATLAS- en CMS-experimenten in de Large Hadron Collider van CERN."                                                      |

## Opmerkingen
- Yves Chauvin, winnaar van de Nobelprijs voor Scheikunde in 2005, werd geboren in het Belgische Menen en woonde daar ook geruime tijd, maar had de Franse nationaliteit.
- Patrick Modiano, winnaar van de Nobelprijs voor Literatuur in 2014, heeft een Belgische moeder, maar heeft de Franse nationaliteit.
- In 2012 werd de Nobelprijs voor de Vrede, toegekend aan de Europese Unie, mee in ontvangst genomen door de Belg Herman Van Rompuy, toenmalig voorzitter van de Europese Raad.

- In 2018 won de in 1955 in Belgisch-Congo geboren gynaecoloog en mensenrechtenactivist Denis Mukwege de Nobelprijs voor de Vrede.